# Záhorská Ves
Záhorská Ves je obec na Slovensku v okrese Malacky. Je to nejzápadněji ležící sídlo Slovenska. Do roku 1948 se jmenovala Uhorská Ves (pri Morave) (maďarsky Magyarfalu). Obec leží v Chráněné krajinné oblasti Záhorie a rozkládá se na levém (východním) břehu řeky Moravy, kterou prochází státní hranice mezi Slovenskem a Rakouskem a v jejímž toku se zde nachází nejzápadnější bod slovenského území. Žije zde přibližně 1 900 obyvatel. První písemná zmínka o obci pochází z roku 1557.

## Doprava
V Záhorské Vsi končí silnice II. třídy č. 503 z Malacek a lokální železniční trať ze Zohoru.
Přes řeku Moravu zde v minulosti vedl most do protilehlé rakouské obce Angern (slovensky Congr), nyní zde funguje pouze přívoz. Za vysokého stavu vody bývá uzavřen.

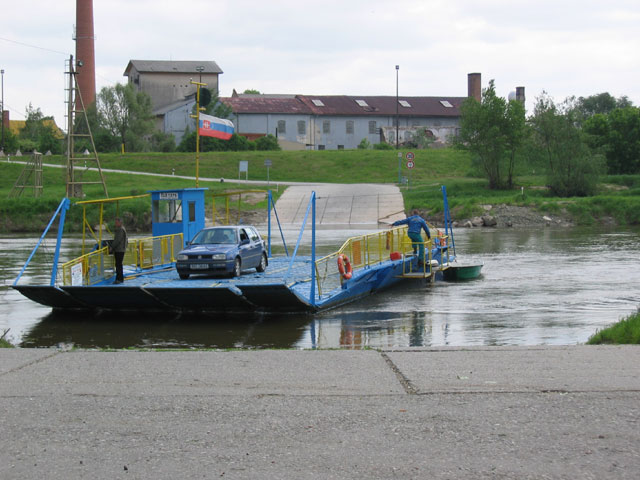
Přívoz přes řeku Moravu mezi Záhorskou Vsí a Angernem

## Osobnosti
- Lucia Poppová (1939–1993), slovenská operní pěvkyně